# Избещук, Валентина Ефимовна
Валентина Ефимовна Избещук (род. 10 октября 1936, Орхей, Кишинёвский уезд) — молдавская советская актриса театра. Народная артистка Молдавской ССР (1975).

## Биография
Родилась в 1936 году в Оргееве (Королевство Румыния). В 1960 году окончила в Москве Театральное училище им. Щукина (класс А. Орочко).
С 1960 года — актриса театра «Лучафэрул» в Кишинёве, преподавала актёрское мастерство в филиале Театрального училища им. Щукина при этом театре.
В 1966 году присвоено звание Заслуженная артистка Молдавской ССР, в 1975 году — Народная артистка Молдавской ССР.
В 1978 году в составе коллектива удостоена Государственной премии Молдавской ССР за спектакль «Земля».

роли Валентины Избещук могли бы послужить особой темой из разговора, настолько значительна и по-своему любопытна каждая из её последних работ, настолько сквозь непохожесть полярных характеров, создаваемых актрисой, проступает то общее, что дает возможность безошибочно и сразу узнавать актрису.— журнал «Культура и жизнь», 1974
Ещё студенткой в 1957 году снялась в первом молдавском художественном фильме «Не на своем месте» киностудии «Молдова-фильм», однако, в дальнейшем в кино не снималась, кроме двух эпизодичных ролей в фильмах «Путешествие в апрель» (1962) и «Я хочу петь» (1979).
В 1995 году награждена орденом «Трудовая слава» Республики Молдова.
В 2010 году награждена орденом Почёта Республики Молдова.